# Dorothée de Monfreid

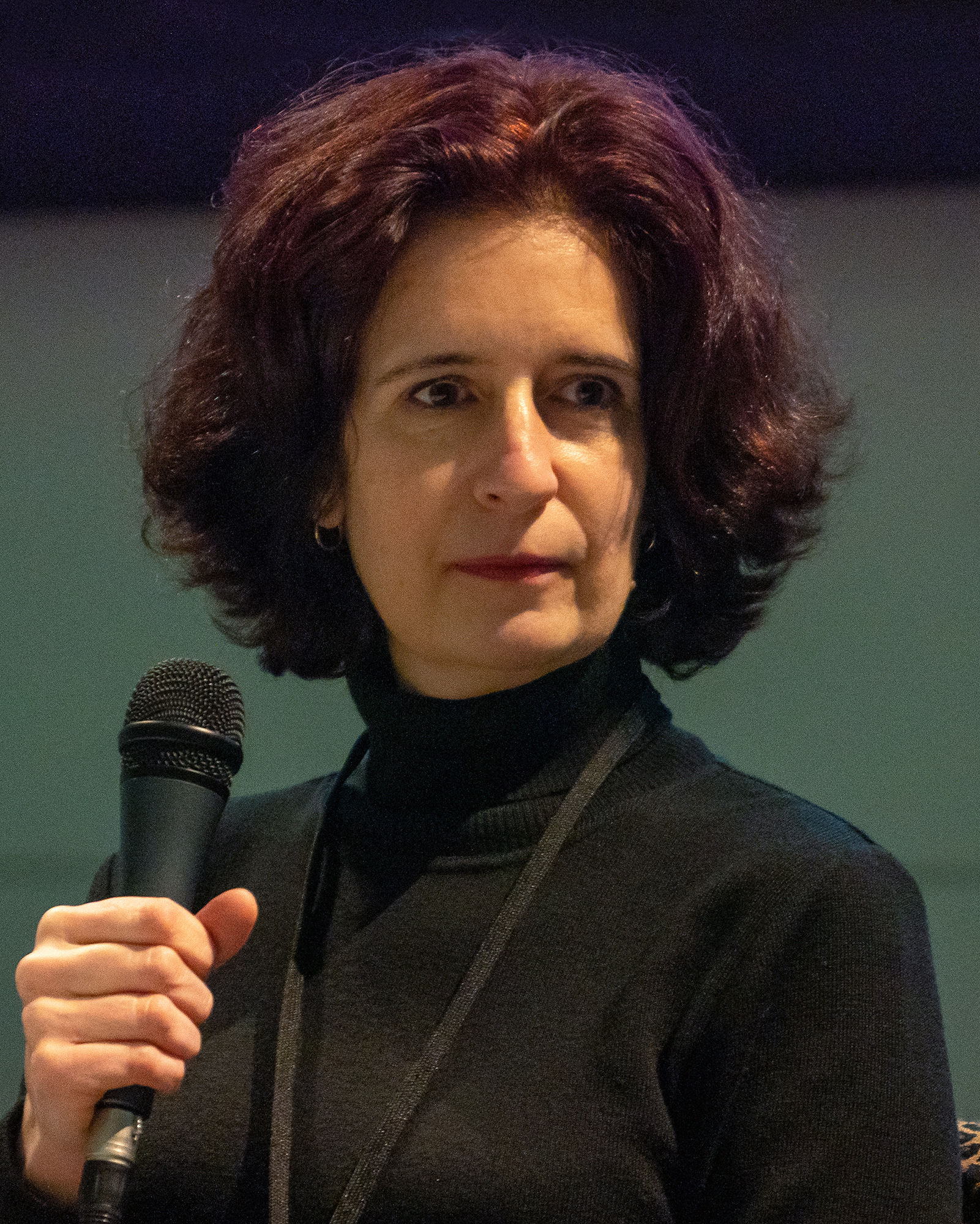
Dorothée de Monfreid, 2023

Dorothée de Monfreid (* 3. Mai 1973 in Paris) ist eine französische Illustratorin für Kinderbücher und Comiczeichnerin.
Dorothée de Monfreid studierte an der École nationale supérieure des arts décoratifs und war zunächst als Illustratorin tätig. 1999 erschien ihr erstes Kinderbuch beim Verlag  L’École des loisirs, dem viele weitere folgten. Seit 2017 erscheint zweiwöchentlich ihr Comicstrip Ada & Rosie in der Tageszeitung Libération.
In Deutschland erschienen einige ihrer Kinderbücher bei Reprodukt. Ihr Bilderbuch Schläfst du? war 2018 für den Deutschen Jugendliteraturpreis nominiert.

## Kinderbücher (Auswahl)
- 2017: Schläfst du?
- 2018: Keine Lust
- 2018: Das größte Geschenk der Welt
- 2019: 1 Wolf, 2 Hunde, 3 Schlüpfer
- 2020: Die Hundebande in Paris